# Högt över havet (musikalbum)
Högt över havet är ett musikalbum av Arja Saijonmaa från 1987.
Titellåten, skriven av Lasse Holm, kom på andra plats i den svenska Melodifestivalen 1987. Arja Saijonmaa fick även en svensktopphit från detta album med en cover av Jag vill leva i Europa, skriven av Jan Hammarlund och inspelad på hans album Järnvägsräls.

## Låtlista
1. "Högt över havet"
2. "Så länge hjärtat slår" ("Those Were the Days")
3. "Jag vill leva i Europa"
4. "Med slutna ögon"
5. "Millioner rosor"
6. "En natt i Moskva"
7. "Prospettiva nevski"
8. "Dansa dansa"
9. "Var är du nu"
10. "Titanic"

## Listplaceringar
| Lista (1987) | Placering |
| ------------ | --------- |
| Norge        | 12        |
| Sverige      | 13        |

### Fotnoter
1. ↑  ”Högt över havet”. Svensk mediedatabas. 26 februari 1987. https://smdb.kb.se/catalog/id/001891207. Läst 1 januari 2019.
2. ↑  ”Högt över havet”. Swedishcharts. 26 februari 1987. https://norwegiancharts.com/showitem.asp?interpret=Arja+Saijonmaa&titel=H%F6gt+%F6ver+havet&cat=a. Läst 1 januari 2019.
3. ↑  ”Högt över havet”. Swedishcharts. 26 februari 1987. https://swedishcharts.com/showitem.asp?interpret=Arja+Saijonmaa&titel=H%F6gt+%F6ver+havet&cat=a. Läst 1 januari 2019.